# Martina Pracht
Martina Pracht, née le 11 avril 1964 à Francfort-sur-le-Main, est une cavalière canadienne de dressage.

## Biographie

### Carrière sportive
Martina Pracht est médaillée d'or par équipe et médaillée d'argent en individuel aux Jeux panaméricains de 1987 à Indianapolis.
Aux Jeux olympiques d'été de 1992 à Barcelone, elle se classe dixième de l'épreuve de dressage par équipe sur le cheval Emirage ; elle termine 48e de l'épreuve individuelle.

### Famille
Elle est la petite-fille du cavalier allemand Josef Neckermann et la fille de la cavalière canadienne Eva Maria Pracht.